# دام ماري كوك
دام ماري كوك (بالإنجليزية: Dame Mary Cook)‏ هي مُدرسة أسترالية، ولدت في 1863 في المملكة المتحدة، وتوفيت في 24 سبتمبر 1950 في Bellevue Hill, New South Wales ‏ في أستراليا بسبب مرض.